# Беат Моцер
Беат Моцер (нім. Beat Motzer; нар. 2 вересня 1970) — швейцарський борець греко-римського стилю, срібний призер чемпіонату Європи, учасник Олімпійських ігор.

## Життєпис
Виступав за борцівський клуб Oberriet-Grabs. Тренер — Лотар Руч.
Продавець автомобілів Nissan.

## Спортивні результати на міжнародних змаганнях

### Виступи на Олімпіадах
| Змагання                    | Збірна    | Вагова категорія                 | Місце |
| --------------------------- | --------- | -------------------------------- | ----- |
| Літні Олімпійські ігри 2000 | Швейцарія | греко-римська боротьба, до 63 кг | 4     |

На літніх Олімпійських іграх 2000 року в Сіднеї виграв три поєдинки, в тому числі і в українця Григорія Комишенко, але у сутичці за вихід у фінал поступився кубинцю Хуану Марену, а в поєдинку за третє місце програв грузину Акакію Чачуа.

### Виступи на Чемпіонатах світу
| Змагання                        | Збірна    | Вагова категорія                 | Місце |
| ------------------------------- | --------- | -------------------------------- | ----- |
| Чемпіонат світу з боротьби 1994 | Швейцарія | греко-римська боротьба, до 62 кг | 7     |
| Чемпіонат світу з боротьби 1995 | Швейцарія | греко-римська боротьба, до 62 кг | 25    |
| Чемпіонат світу з боротьби 1997 | Швейцарія | греко-римська боротьба, до 63 кг | 15    |
| Чемпіонат світу з боротьби 1998 | Швейцарія | греко-римська боротьба, до 63 кг | 10    |
| Чемпіонат світу з боротьби 1999 | Швейцарія | греко-римська боротьба, до 63 кг | 27    |
| Чемпіонат світу з боротьби 2001 | Швейцарія | греко-римська боротьба, до 63 кг | 9     |

### Виступи на Чемпіонатах Європи
| Змагання                         | Збірна    | Вагова категорія                 | Місце  |
| -------------------------------- | --------- | -------------------------------- | ------ |
| Чемпіонат Європи з боротьби 1994 | Швейцарія | греко-римська боротьба, до 62 кг | 7      |
| Чемпіонат Європи з боротьби 1995 | Швейцарія | греко-римська боротьба, до 62 кг | 13     |
| Чемпіонат Європи з боротьби 1996 | Швейцарія | греко-римська боротьба, до 62 кг | 18     |
| Чемпіонат Європи з боротьби 1998 | Швейцарія | греко-римська боротьба, до 63 кг | 10     |
| Чемпіонат Європи з боротьби 1999 | Швейцарія | греко-римська боротьба, до 63 кг | 16     |
| Чемпіонат Європи з боротьби 2000 | Швейцарія | греко-римська боротьба, до 63 кг | Срібло |

### Виступи на інших змаганнях
| Змагання                                                             | Збірна    | Вагова категорія                 | Місце  |
| -------------------------------------------------------------------- | --------- | -------------------------------- | ------ |
| Гран-прі Німеччини з боротьби 1998                                   | Швейцарія | греко-римська боротьба, до 63 кг | 8      |
| Олімпійський кваліфікаційний турнір з боротьби 2000 (Фаенца)         | Швейцарія | греко-римська боротьба, до 63 кг | Срібло |
| Олімпійський кваліфікаційний турнір з боротьби 2000 (Клермон-Ферран) | Швейцарія | греко-римська боротьба, до 63 кг | 5      |
| Олімпійський кваліфікаційний турнір з боротьби 2000 (Ташкент)        | Швейцарія | греко-римська боротьба, до 63 кг | 7      |
| Олімпійський кваліфікаційний турнір з боротьби 2000 (Александрія)    | Швейцарія | греко-римська боротьба, до 63 кг | 5      |

### Виступи на змаганнях молодших вікових груп
| Змагання                                       | Збірна    | Вагова категорія                 | Місце |
| ---------------------------------------------- | --------- | -------------------------------- | ----- |
| Чемпіонат Європи з боротьби серед юніорів 1987 | Швейцарія | вільна боротьба, до 46 кг        | 6     |
| Чемпіонат світу з боротьби серед юніорів 1988  | Швейцарія | вільна боротьба, до 50 кг        | 6     |
| Чемпіонат Європи з боротьби серед молоді 1990  | Швейцарія | греко-римська боротьба, до 57 кг | 6     |
| Чемпіонат Європи з боротьби серед кадетів 1986 | Швейцарія | вільна боротьба, до 42 кг        | 4     |